# アーマープラス
アーマープラス（ARMOR PLUS）は、バンダイが発売するアクションフィギュアのシリーズである。『アーマープラスSG』といった派生シリーズについても本項で取り扱う。

## 概要
聖闘士聖衣神話、S.H.Figuartsで培った人形装着技術のノウハウと魂SPECで得たノウハウをベースに纏うヒーローを目指して開発されたものである。そのため、美少年オンリーで構成されている。

## ラインナップ
マクロスF
- EX-ギア（早乙女アルトVer.）（2009年9月19日）

鎧伝サムライトルーパー
- 烈火のリョウ（2009年10月1日）

宇宙の騎士テッカマンブレード
- テッカマンブレード（2010年1月23日）

### 通信販売
魂ウェブ商店
鎧伝サムライトルーパー
- 烈火のリョウ 発動版（パワーアップカラーバージョン）（2011年11月）
- 天空のトウマ（2011年11月26日）
- 光輪のセイジ（2012年3月31日）
- 水滸のシン（2012年5月25日）
- 金剛のシュウ（2013年4月）
- 輝煌帝烈火（守護者発動版カラー）（2013年10月）
- 黒い輝煌帝（2014年7月）
- 水滸のシン(SPECIAL COLOR EDITION)（2022年3月）
- 金剛のシュウ(SPECIAL COLOR EDITION)（2022年5月）
- 天空のトウマ (SPECIAL COLOR EDITION)（2022年7月）
- 光輪のセイジ (SPECIAL COLOR EDITION)（2022年9月）
- 烈火のリョウ(RENEWAL EDITION)（2022年11月）

宇宙の騎士テッカマンブレード
- テッカマンエビル（2010年7月）
- ブラスターテッカマンブレード（2010年9月）
- ブラスターテッカマンエビル（2011年5月）
- テッカマンブレード（グロスカラーVer.）（2011年5月）

### アーマープラスSG
名前のSGとは「Stylish Grade」、「Simple Gimmick」などの意味を持ち、アーマープラスの中のキャラクターの特性に合った部分を絞り込むことで再現性やクオリティの高さなどを追及したシリーズ
宇宙の騎士テッカマンブレード
- テッカマンレイピア（2011年8月27日、魂ウェブ商店）
- ソルテッカマン2号機（2012年7月27日、魂ウェブ商店）
- ソルテッカマン1号機改（2012年10月、魂ウェブ商店）

宇宙の騎士テッカマンブレードII
- テッカマンアキ（2012年1月27日、魂ウェブ商店）